# 植原翠
植原 翠（うえはら すい）は、日本の小説家である。静岡県在住。「喫茶『猫の木』物語。〜不思議な猫マスターの癒しの一杯〜」でデビュー。

## 経歴
子供の頃から空想やお話づくりを好む。小学生時代、竹下文子の「ドルフィン・エクスプレス」に出会い、一人称小説の面白さを知る。
学生時代はモバゲーのアカウントを持っており、携帯で小説を読んでいた。社会人になってそのことを思い出し、モバゲーの関連サイトであるエブリスタで活動を始める。小説の他、イラストも数多く投稿した。
2016年2月、同サイトの投稿小説「LIMIT」が書籍化。同作は「植物」名義だったが、のちにペンネームを改める。植原翠としては、同年12月の「喫茶『猫の木』物語。〜不思議な猫マスターの癒しの一杯〜」が初の書籍化となった。
2019年9月現在、七作品を書籍として出版済。小説以外の作品はpixivにも投稿されている。

## 作風
影響を受けた作品として、前述の「ドルフィン・エクスプレス」を挙げている。これは、小学校の先生からのプレゼントだった。
「同じような作品しか書けない人」と思われることを嫌い、できるだけ毎回、作風を変えている。「こんなものも書けるんだ！」とびっくりしてほしいのだという。

## 人物
小説執筆のかたわら、趣味でイラストや漫画を手がける。Web投稿の小説に自らの描いた表紙をつけることもある。「喫茶『猫の木』の秘密。」が刊行された際には、特典ポストカードの裏に植原の描いたイラストが印刷された。
甘党を自称する。執筆を何時間も続けるときは、さっと摘めるクッキーを横に置き、食べながら書く。
また、植物と動物 (特に鳥類) をこよなく愛す。現在のペンネームは「植物と鳥のイメージから」名付けられたものである。

## 作品一覧

### 書籍（単著）
- 「LIMIT」……「植物」名義。2016年2月1日、エブリスタ。イラスト：クドウユリエ
- 「喫茶『猫の木』」シリーズ……2016年 - 2017年、マイナビ出版ファン文庫。イラスト：usi
  - 「喫茶『猫の木』物語。〜不思議な猫マスターの癒しの一杯〜」2016年12月20日
  - 「喫茶『猫の木』の日常。〜猫マスターと初恋レモネード〜」2017年4月20日
  - 「喫茶『猫の木』の秘密。〜猫マスターの思い出アップルパイ〜」2017年9月20日
- 「神様の身代金」……2018年5月5日、ポプラ文庫ピュアフル。イラスト：けーしん
- 「運命屋（） 〜幸せの代償は過去の思い出〜」……2018年5月20日、マイナビ出版ファン文庫。イラスト：イリヤ・クブシノブ
- 「焼きたてパン工房プティラパン〜僕とウサギのアップルデニッシュ〜」……2019年2月20日、マイナビ出版ファン文庫。イラスト：いつか
- 「手作り雑貨ゆうつづ堂」シリーズ……2020年 - 、マイナビ出版ファン文庫。イラスト：前田ミック
  - 「手作り雑貨ゆうつづ堂」2020年9月18日
  - 「手作り雑貨ゆうつづ堂 〜アイオライトの道標〜」2021年2月19日
- 「死神ラスカは謎を解く」シリーズ……2022年 - 、マイナビ出版ファン文庫。イラスト：煮たか
  - 「死神ラスカは謎を解く」2022年10月21日
  - 「死神ラスカは謎を解く2」2024年3月21日
- 「チョコレートスイッチ! 無気力男子、チョコを食べて大変身!」……2024年1月11日、ポプラキミノベル。イラスト：双葉陽

### 書籍（選集）
- 「5分後に切ないラスト」2018年7月19日、河出書房新社。イラスト：細居美恵子
  - 「かわいくてお金持ちな私に非はない」
- 「5分後に失われる恋」2018年12月1日、角川ビーンズ文庫。イラスト：山科ティナ
  - 「キャンバスに星空を」
- 「5分後に歪んだ愛のラスト」2019年4月22日、河出書房新社。イラスト：夜汽車
  - 「切り取られた森へ」

### Web投稿
- 「自殺プランナー」
- 「狐の呼坂」
- 「タイムカプセル」
- 「眠らぬ猫の夢」……短篇集。
- 「LIMIT」シリーズ……書籍版の続篇を含む。
  - 「LIMIT」
  - 「REGRET」
  - 「RESTART」
- 「猫男喫茶の来客」……「喫茶『猫の木』」シリーズのWeb版。書籍とは内容が多少異なる。
- 「神さまの身代金」……「神様の身代金」のWeb版。書籍とは内容が多少異なる。
- 「駄犬先輩と夕暮れ階段」
- 「夕方七時に会いに行く」
- 「てきとうに息してる」……短篇集。
- 「自宅で暗殺者飼ってる。」シリーズ
  - 「自宅で暗殺者飼ってる。」
  - 「自宅で暗殺者飼ってる。（おかわり!）」
- 「チャラリーマンと女装ウェイトレス」
- 「アナザーウィング」
- 「月と双子と望遠鏡」
- 「てきとう漫画」シリーズ……pixivに投稿された漫画作品。
  - 「恋する死神くん」
  - 「俺が腐女子にしてやる」